# Балкански хип-хоп студии / Balkan Hip Hop Studies
Балкански хип-хоп студии (БХХС) / Balkan Hip Hop Studies (BHHS) (Балкански хип-хоп изследвания) е международно научно списание за хип-хоп и градска култура, основано през 2023 г. в Скопие, Северна Македония и публикувано два пъти годишно.
Инициатор на списанието е организацията Хип-хоп Македония с главен редактор Славчо Ковилоски. Други редактори са: Александър Ковилоски, Юлиана Папазова и Елена Прендзова. Международният редакционен екип се състои от преподаватели от университети в Любляна, Сараево, София, Братислава, Риека и Крагуевац, както и от Скопския университет. Списанието се публикува в печатна и онлайн версия с идентификационни номера: ISSN 2955-2192 за печатна версия и ISSN 2955-2206 за уеб версия. Списанието е първото научно балканско издание за хип-хоп и градска култура.

## Цели и задачи
Списанието публикува статии, които могат да бъдат свързани с музика, културология, езикознание, литература, изкуство, танци, история, социолингвистика, социология, философия, сценични изкуства, педагогика и др. Включването на всички тези научни области е да представи хип-хопа, афроамериканска и градска култура от различни аспекти и гледни точки.
Темите са следните: хип-хоп като субкултура и популярна култура, хип-хоп език, сленг/жаргон в ежедневната комуникация, сленг/жаргон в литературата, слем поетика, слем като литература/перформативен жанр, символи в градската култура, графитите като артистични или политически лозунги, мода и дизайн, бийтбокс, изкуството на диджейството, хип-хоп танци, хип-хоп като музикална посока, съвременни/градски музикални събития/тенденции, афро-американска култура, идентичност и градска култура.